# موتور مراد بخش دامني (بمبور الشرقي)
موتور مراد بخش دامني (بالإنجليزية: Mowtowr-e Morad Bakhsh Damani)‏ هي منطقة سكنية تقع في إيران في سيستان وبلوتشستان. يقدر عدد سكانها بـ 85 نسمة بحسب إحصاء 2016.